# 武敏直站 (馬尼拉輕軌)
武敏直站位在馬尼拉聖克魯斯區，屬於馬尼拉輕軌1號線的車站，於1985年5月12日正式啟用。該車站處於黎剎大道和武敏直路路口，本街道以波希米亞學者費迪南·武敏直為名，他是黎剎的友人也是宣傳運動的支持者。車站為周邊的聖克魯斯區、湯都區及三巴洛區交通服務。
車站不遠處為菲律賓國家鐵路武敏直站，兩站之間步行即可往返。

## 周邊設施
車站東邊可通往武敏直市場、馬尼拉聖洛克教堂和中華崇仁總醫院暨醫學中心，西邊則可通往馬里亞諾·彭西小學。

## 車站結構
| 3樓  | 側式月台，車門由右側開啟 | 側式月台，車門由右側開啟         |
| 3樓  | A月台                    | ← 1號線 小費爾南多·波因方向      |
| 3樓  | B月台                    | → 1號線 桑托斯博士方向 →         |
| 3樓  | 側式月台，車門由右側開啟 |                                  |
| 2樓  | 車站大廳                 | 驗票閘門、售票亭、車站控制、商店 |
| 地面 | 街區                     | PNR 武敏直站、馬尼拉聖洛克教堂   |